# Стретч-плёнка
Стрейч плёнка (от англ. stretch — растягиваться; произносится /strɛtʃ/) — растягивающаяся пластиковая плёнка, служащая для упаковки каких-либо товаров или грузов, в частности на поддонах.
Использованная и непереработанная плёнка вносит вклад в пластиковое загрязнение среды.

## Производство стретч-плёнки
Стретч-плёнка — упаковочный материал. Для её производства используются сополимеры этилена с альфа — олефинами, специальные марки линейного полиэтилена низкой плотности (ЛПЭНП). Эти полимеры характеризуются значительной деформативностью в твердом состоянии, достигающей для отдельных марок 500—600 % при сравнительно невысоких прочностных свойствах. Стретч-плёнку производят по традиционной рукавной или плоскощелевой технологии из гранулированного сырья.

## Основные характеристики
Обычно, толщина такой плёнки составляет от 8 до 40 мкм, ширина до 1500 мм. Плёнка может быть одно- и многослойной.
Основные потребительские свойства стретч-плёнки следующие:
- относительная величина растяжения, в пределах плёнка может быть растянута при обёртывании продукции с обеспечением гарантированного скрепления предмета упаковки без образования в ней разрывов и надрывов (для различных марок это значение может составлять от 50 до 500 %);
- прочность;
- относительное удлинение в продольном и поперечном направлениях;
- стойкость к проколу и разрыву;
- прозрачность;
- стягивающее усилие — усилие, создаваемое остаточным напряжением в плёнке после её растяжения при обмотке или упаковке объектов.

Стретч-плёнка бывает трёх видов:
- Ручная или для ручной обмотки (как правило, ширина рулона стретч-плёнки для ручной упаковки составляет 125мм — 500 мм, с намоткой до 450 метров; обычно, плёнка имеет толщину от 8 до 23 мкм);
- Машинная (автоматическая) или для машинной обмотки (упаковка осуществляется с помощью специализированных машин — паллетоупаковщиков, поэтому при выборе машинной стретч-плёнки, особое внимание следует обратить на возможности оборудования;
- Джамбо-ролик (служит для перемотки джамбо-ролика в ручной стретч).

## Особенности эксплуатации

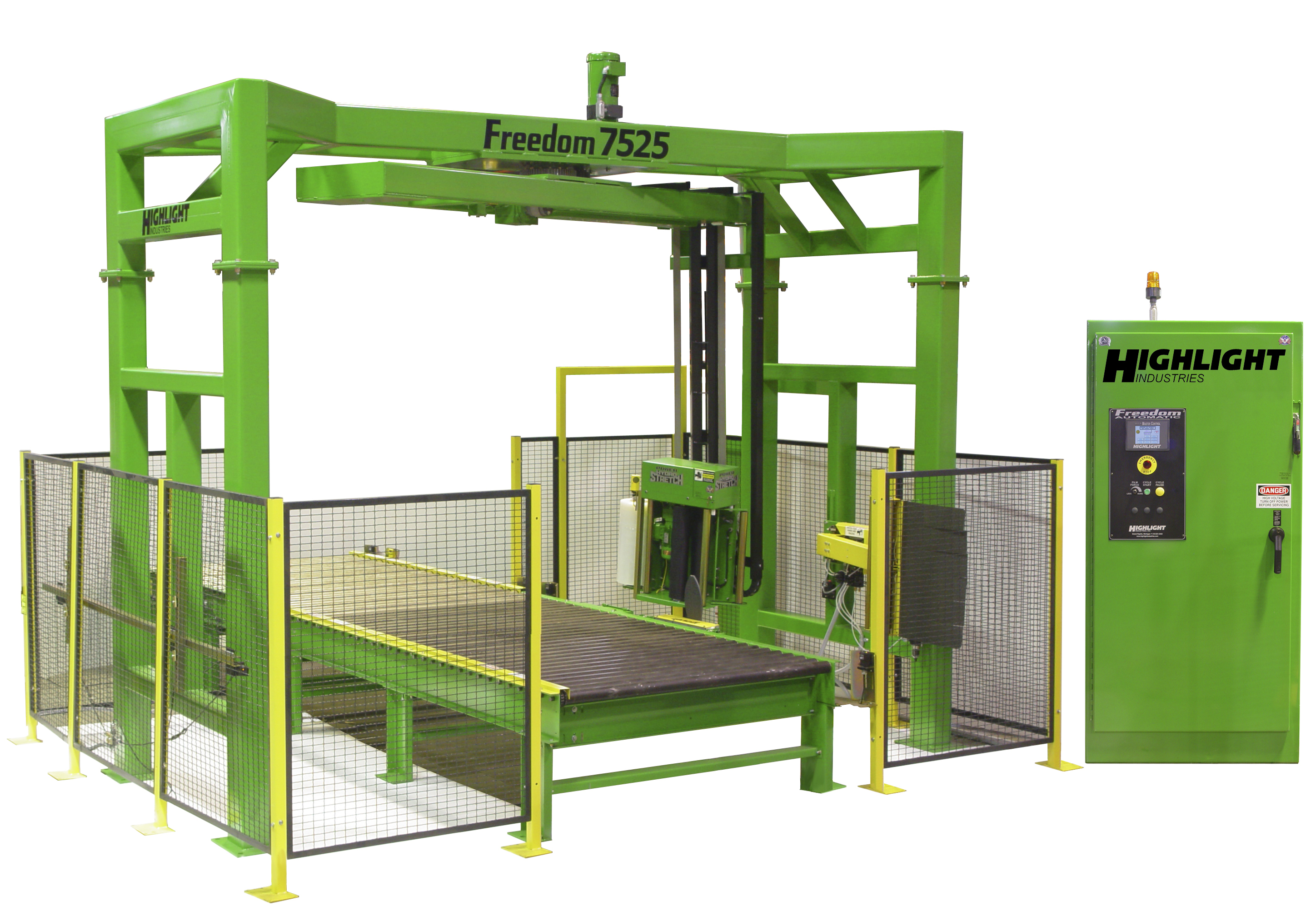
Типичный полностью автоматический упаковщик стретч-пленки с вращающимся рычагом

Так как плёнка, использованная в качестве упаковочного материала, растянута и работает в условиях постоянного относительного удлинения, то действующее в ней напряжение растяжения изменяется во времени по экспоненте.
С течением времени стягивающее усилие в плёнке будет уменьшаться, и тем быстрее, чем выше температура окружающей среды, так как с увеличением температуры стягивающие усилия ослабляются. Поэтому следует учитывать, что плотно упаковав груз стретч-плёнкой, например в условиях зимнего Санкт-Петербурга, и направив его, например, в Австралию, можно столкнуться с уменьшением величины стягивающего усилия плёнки.

## Комментарии

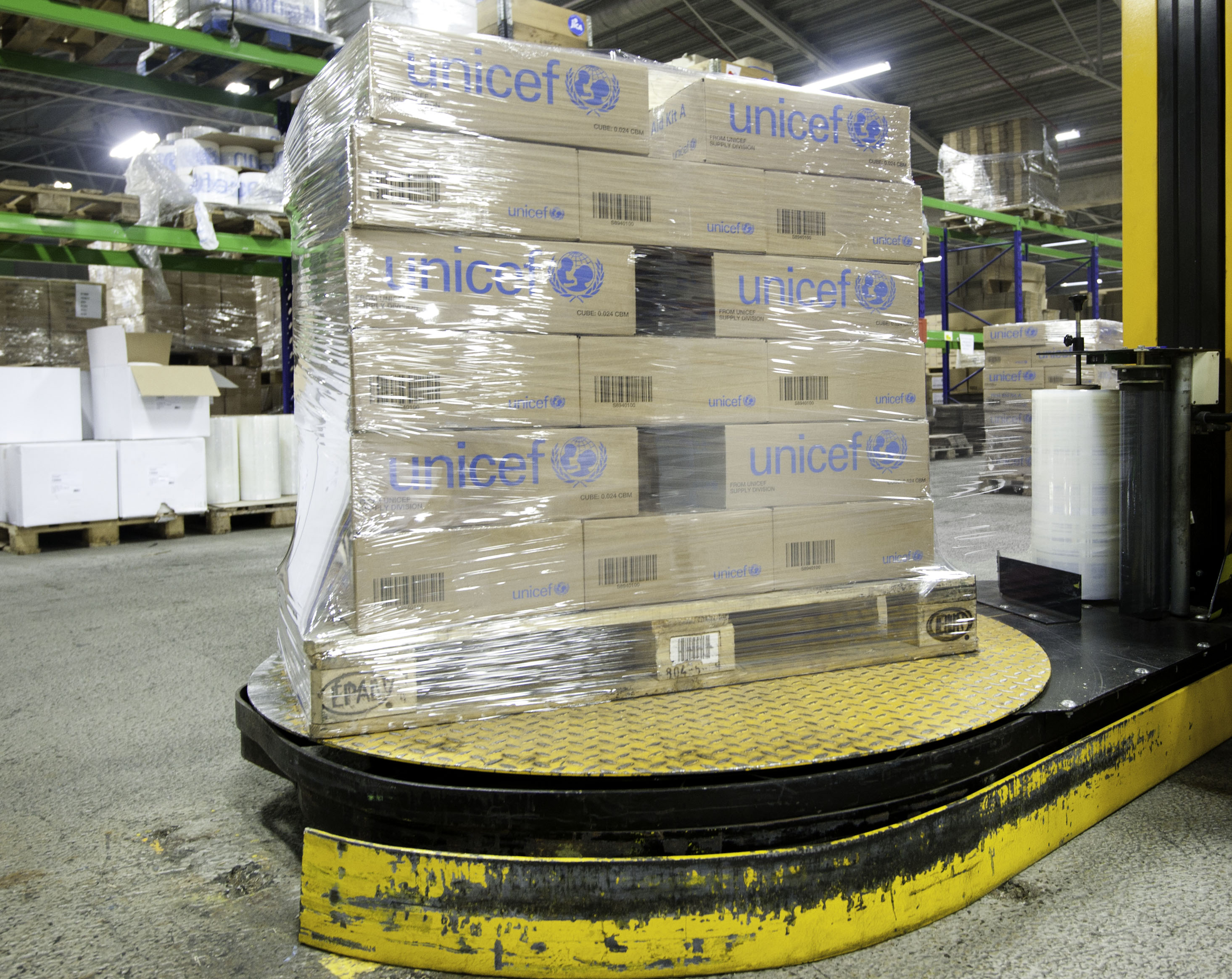
Поддон с ящиками из гофрированного картона, упакованными в стретч-пленку

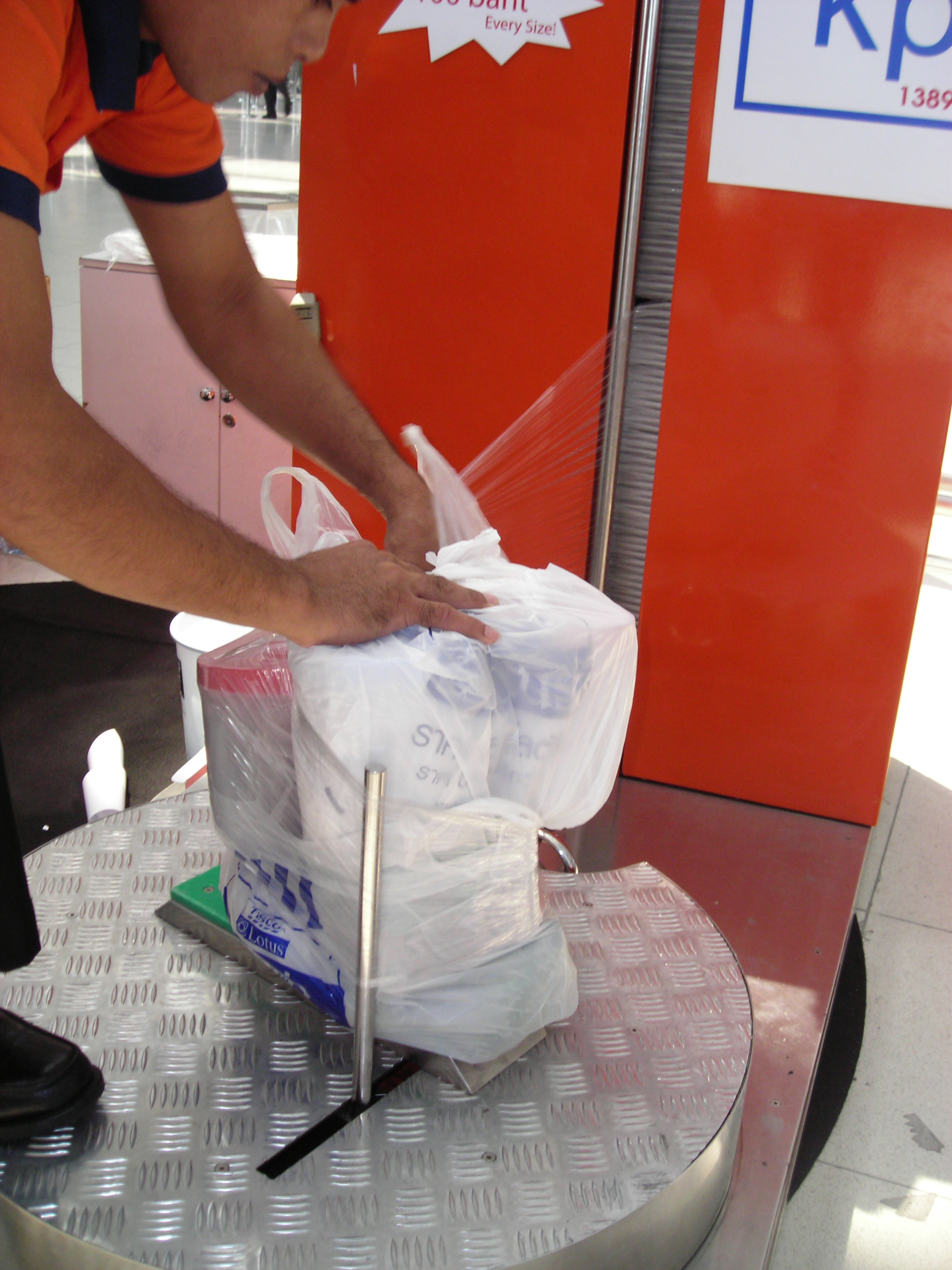
Упаковка в стретч-плёнку

1. ↑  Встречается также написание стрейч-плёнка.
2. ↑  Представитель России в Совете директоров Всемирной упаковочной организации, WPO.